# Mertl József
Mertl József (Moson, 1831. október 12. – Csepel, 1883. október 26.) római katolikus plébános.

## Élete
A gimnáziumot Magyaróvárott, a bölcseletet Győrben végezte. az egyházi rendbe lépett és 1854. október 15-én misés pappá szentelték fel. Segédlelkész volt Promontoron (Pest megye) 1858. április 18-ig segédlelkész volt Promontoron, ekkor püspöki szertartó (ceremoniárius), szentszéki aljegyző és aktuárius, 1859. szeptember 12-től a csepeli plébánia adminisztrátora, december 2-ától ugyanott plébános volt. 1863-ban saját költségén a bécsi lazaristák misszióját alapította meg Csepelen.

## Munkái
- Die Judentaufe oder Salemsfrage. Pesth. 1858.
- Nova, seu prima Ecclesia benedicta in novo pago Csepel. Uo. 1861.
- Die Volksmission. Uo. 1863.
- Die streitende Kirche. Uo. 1867.
- Böse Räthe sind nicht chritslich. Uo. 1867.
- Die Königskörnung. Uo. 1867.
- Fasching und Fasten. Uo. 1868.
- Das Priesterjubiläum. Uo. 1868.
- Die Confessionsschule. Uo. 1869.
- Das Apostolat des Gebetes. Uo. 1870.
- Catechetisches Brautexamen. Bpest, 1877.
- Kurze Beschreibung des Gnadenbildes Mariahilf in Csepel. Uo. 1877.
- St. Johannes nep. Statue in Csepel. Uo. 1877.